# Mellikon
Mellikon est une commune suisse du canton d'Argovie, située dans le district de Zurzach.